# Paweł Jocz
Paweł Jocz, fue un escultor, artista gráfico e ilustrador polaco que residió y trabajó en Francia; nacido el 6 de mayo de 1943 en Vilna, y fallecido el 21 de octubre de 2008 en París.

## Vida y obras
Estudió en el Departamento de Escultura de la Academia de Bellas Artes de Varsovia, en el taller estudio de Jerzego Jarnuszkiewicz. Se graduó en 1970 y se trasladó a vivir a Francia.
Un centenar de exposiciones en Francia y en el extranjero le han dado una reputación impecable en la historia contemporánea del arte.
Sus obras enriquecen las propiedades públicas y privadas en varios países de Europa. Entre ellas destacan las siguientes: Ludwig van Beethoven, Arthur Rubinstein, Alexander Tansman, Elevación ( en polaco: Elewacja ) y el poeta nube (Chmura poety ) en Boulogne-Billancourt·, la solidaridad de los pueblos (Solidarność ludów) en Wielsbeke, Bélgica. Y en un cementerio de Lodz, Polonia, la estatua del poeta Jacek Bieriezin.
El 19 de marzo de 2009 se presentó una exposición del escultor en el Centro de Propaganda del Arte··.
Era hijo de un abogado y de la conocida ginecóloga Genowefy Jocz, hermano de los escultores Andrzej Jocz y Marcin Jocz.